# پارک ایالتی غار اونونداگا

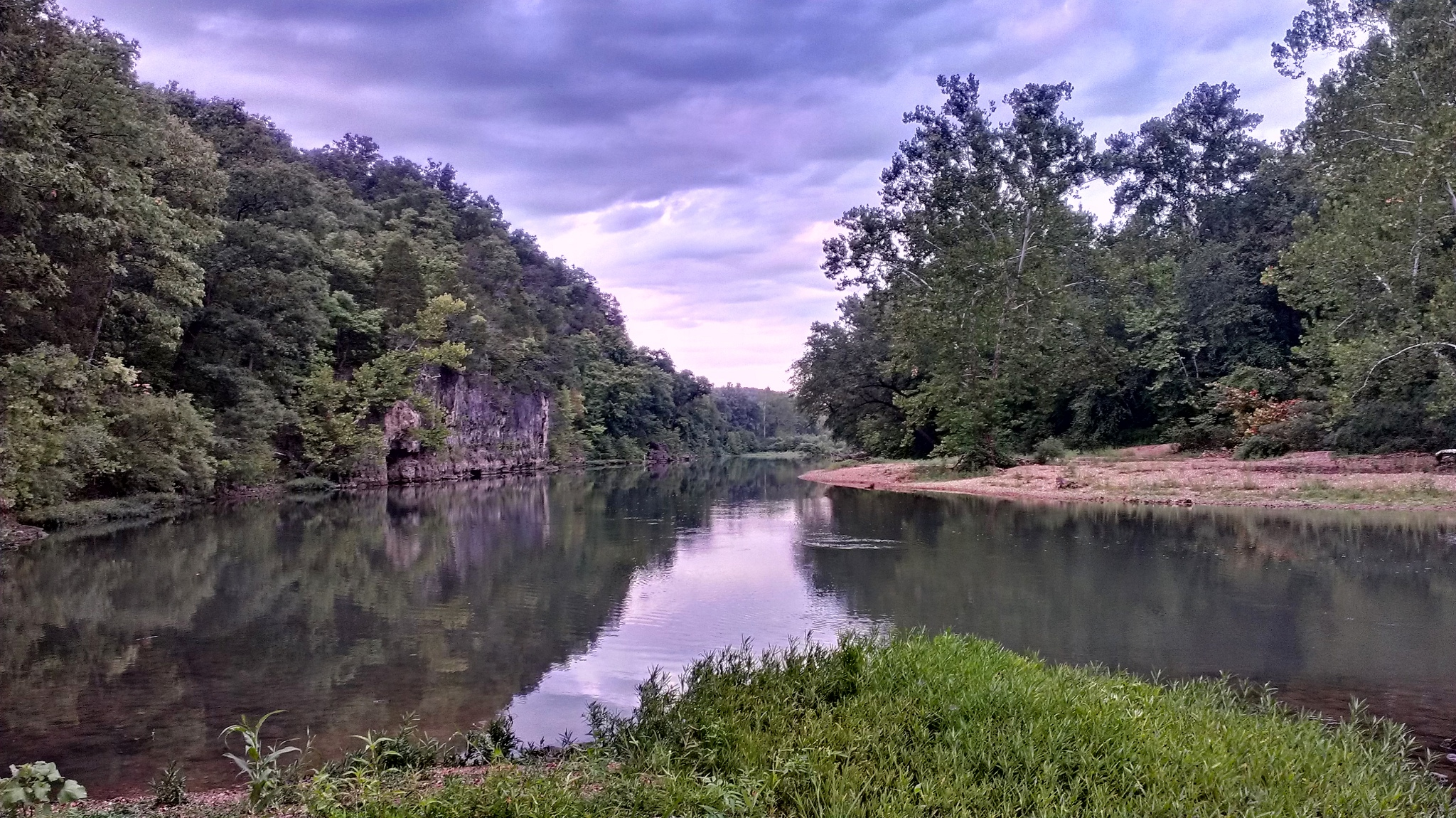

پارک ایالتی غار اونونداگا (به انگلیسی: Onondaga Cave State Park) پارکی طبیعی واقع در ایالت میزوری است.
این پارک در سال ۱۹۸۲ تأسیس گشت.